# Odesas bergbana
Odesas bergbana (ukrainska: Одеський фунікулер) är en renoverad bergbana längs Potemkintrappan i den ukrainska staden Odesa på Krim. 
Den ursprungliga bergbanan konstruerades av den ryska ingenjören N. I. Pyatnitsky och öppnade för trafik 8 juni 1902. De två vagnarna var förbundna med en kabel och körde på ett gemensamt spår med mötesspår. De hade plats för 35 passagerare vardera och var tillverkade i Paris. Resan tog 40 sekunder.
År 1969 stängdes bergbanan och ersattes av en rulltrappa som var i drift till 1997. Året efter beslöt man att bygga en ny bergbana men det försenade bygget  kunde först invigas den 2 september 2005. Den 130 meter långa banan, som inte är en riktig bergbana utan snarare en lutande hiss, har två vagnar med plats för 12 passagerare vardera.

## Bildgalleri

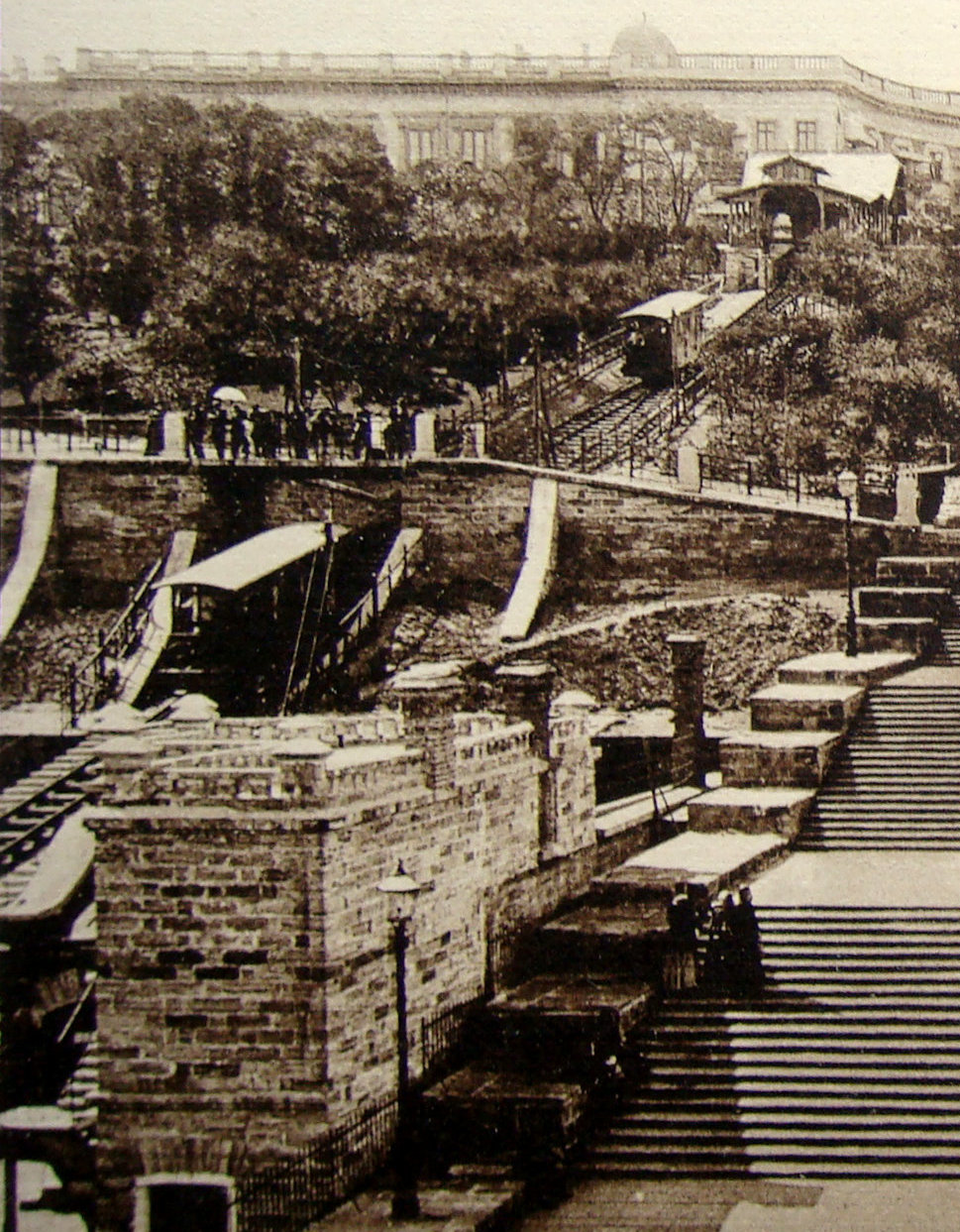
Den ursprungliga bergbanan.
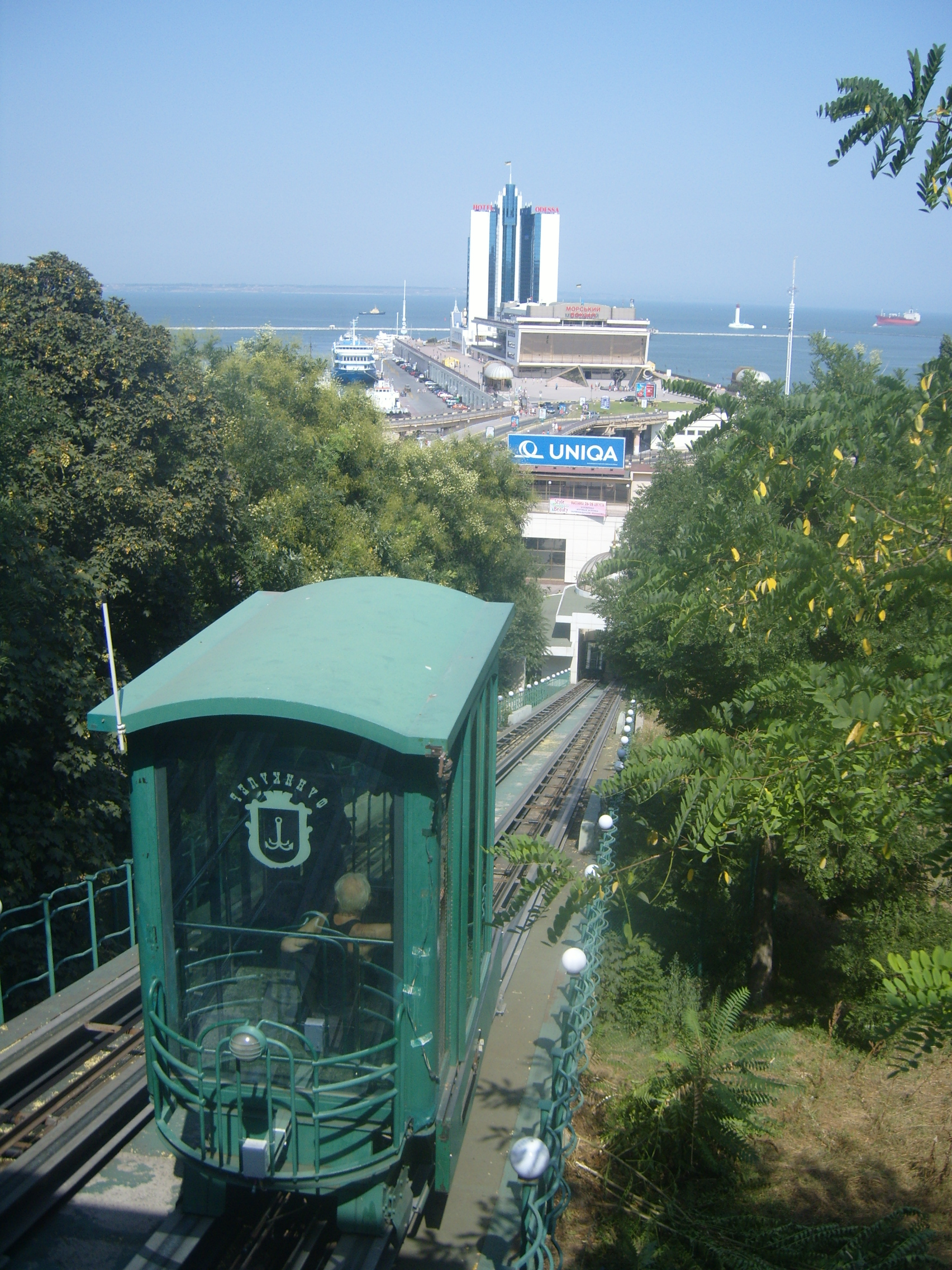
Den moderna bergbanan.
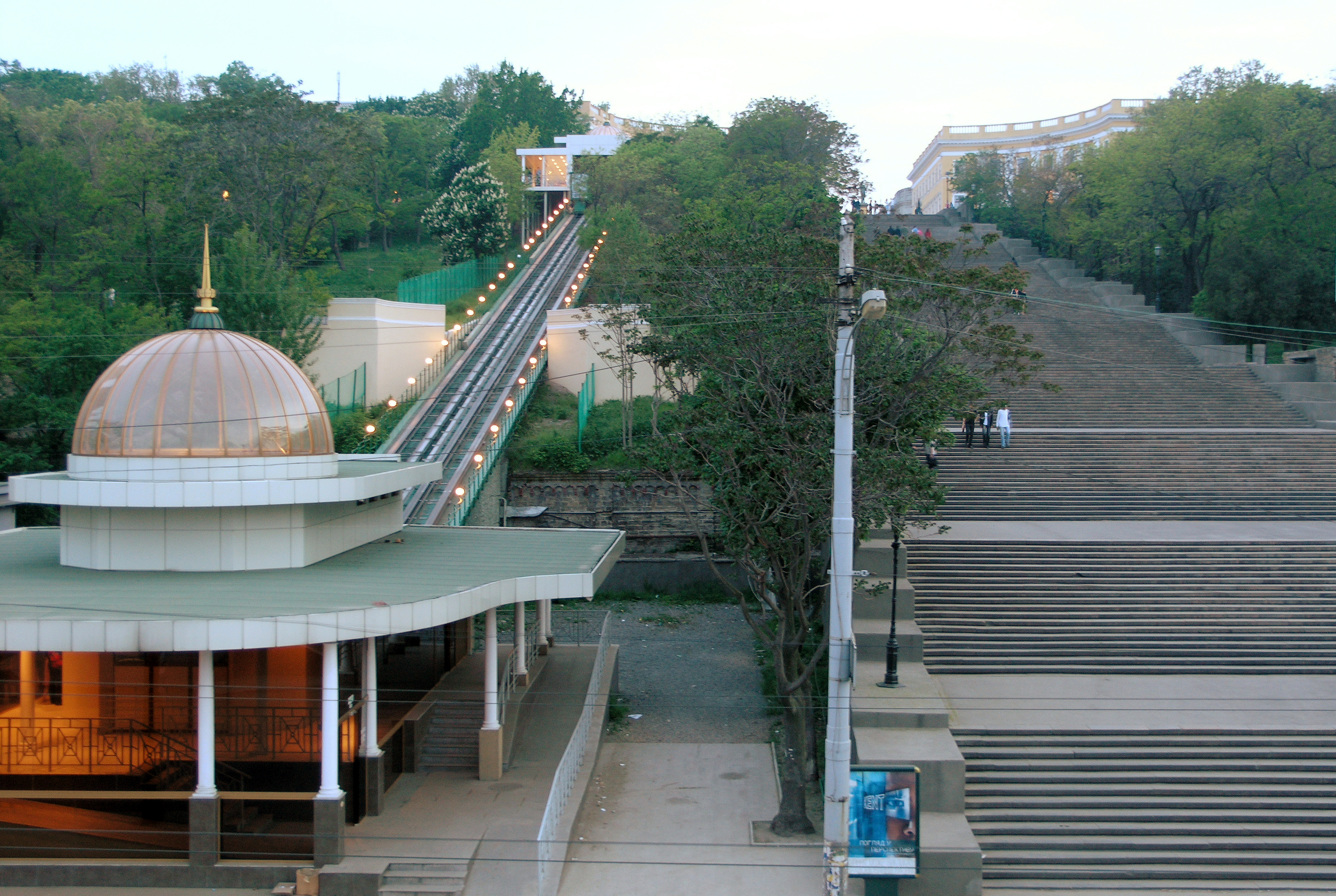
Nedersta stationen.